# Plémy
Plémy (bretonisch: Plevig) ist eine französische Gemeinde mit 1.583 Einwohnern (Stand: 1. Januar 2022) im Département Côtes-d’Armor in der Region Bretagne. Die Bewohner werden Plémytains und Plémytaines genannt.

## Geographie
Umgeben wird Plémy von der Gemeinde Hénon im Norden, von Montcontour im Nordosten, Trédaniel im Osten, von Plouguenast-Langast im Süden und von Plœuc-L’Hermitage mit Plœuc-sur-Lié im Westen.

## Bevölkerungsentwicklung
| 1962 | 1968 | 1975 | 1982 | 1990 | 1999 | 2008 | 2016 |
| 1548 | 1704 | 1621 | 1580 | 1470 | 1524 | 1627 | 1564 |

## Baudenkmäler
Siehe: Liste der Monuments historiques in Plémy
- Menhire von Drény, drei Menhire, auch bekannt unter den Namen La Roche Longue und Les Rochers
- Kapelle Saint-Laurent aus dem 15. Jahrhundert
- Kirche Saint-Pierre-et-Saint-Paul
- Herrenhaus Vauclerc aus dem 16./17. Jahrhundert, Tür seit 1926 als Monument historique eingeschrieben
- Wegekreuz in Le Poteau aus dem 15. Jahrhundert, seit 1964 als Monument historique eingeschrieben

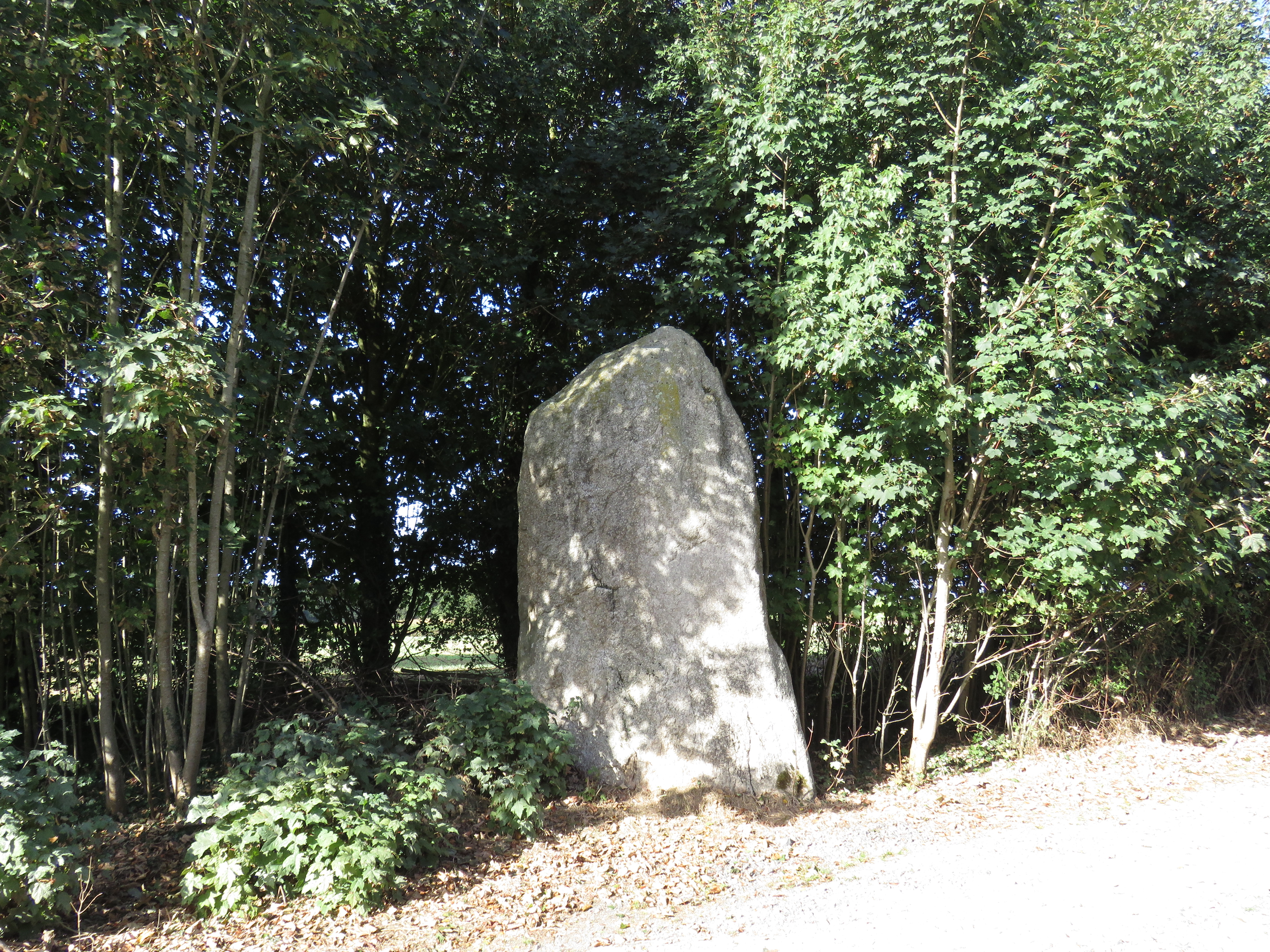
Menhire von Drény
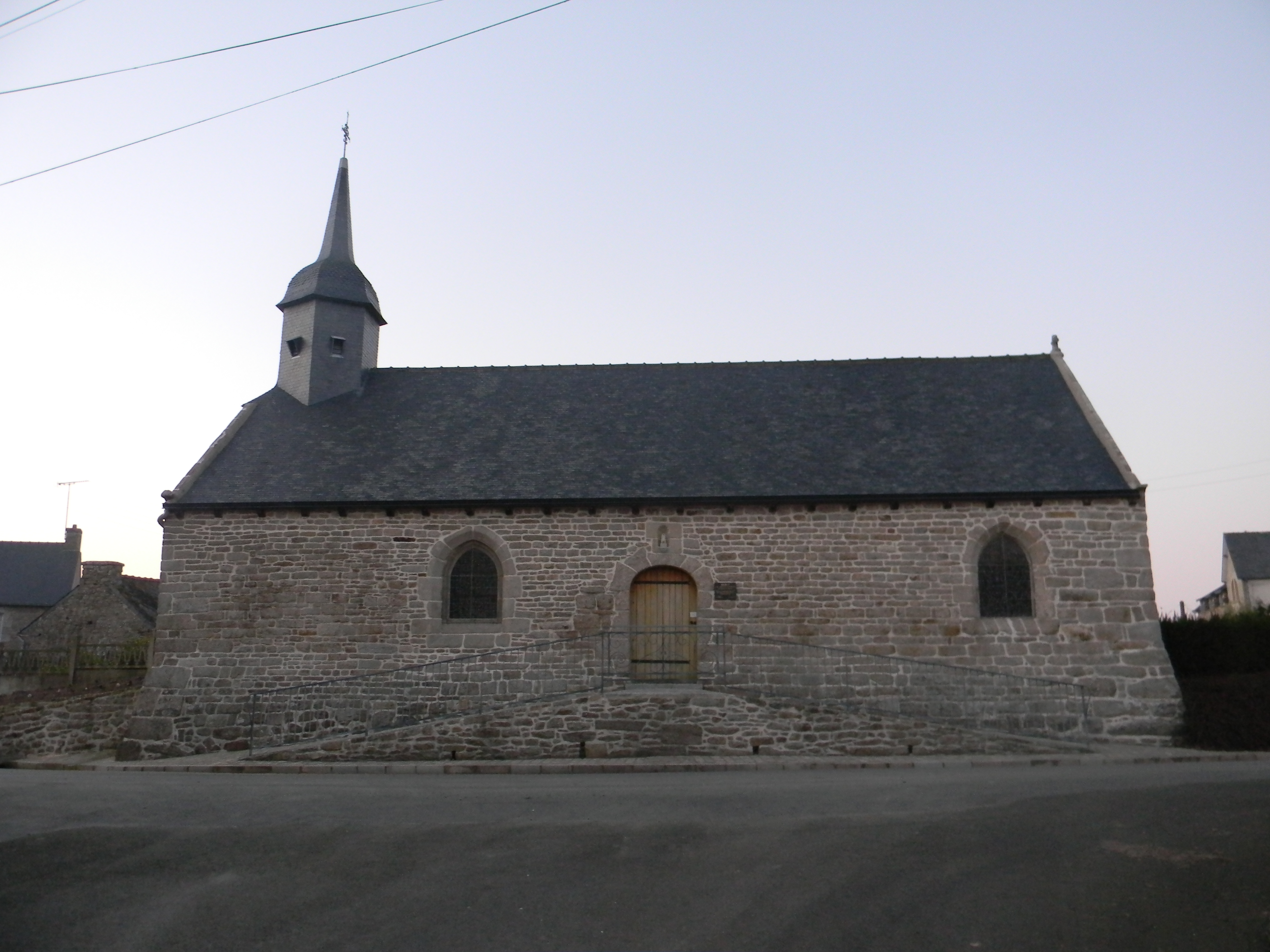
Kapelle Saint-Laurent
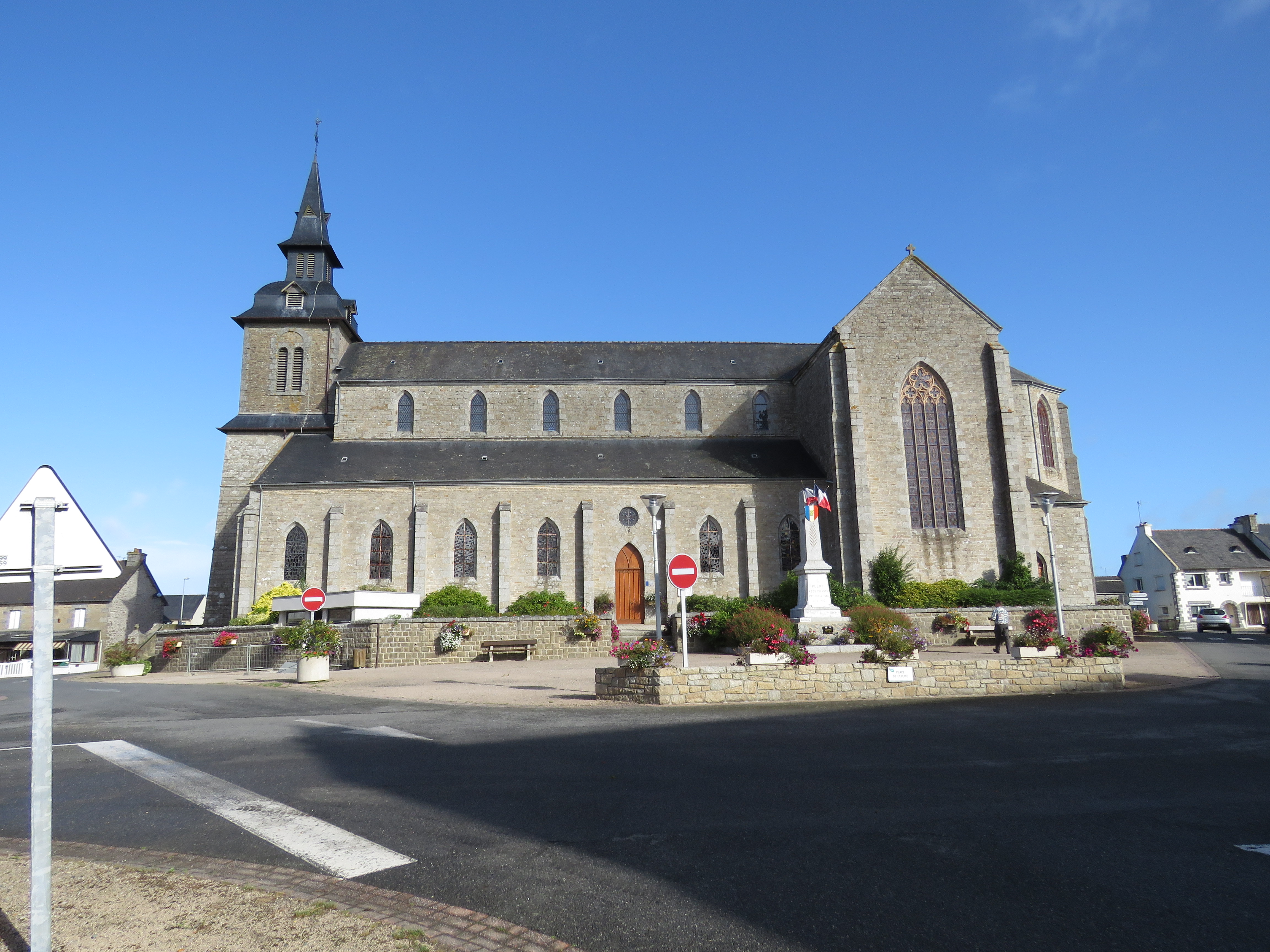
Kirche St. Peter und Paul
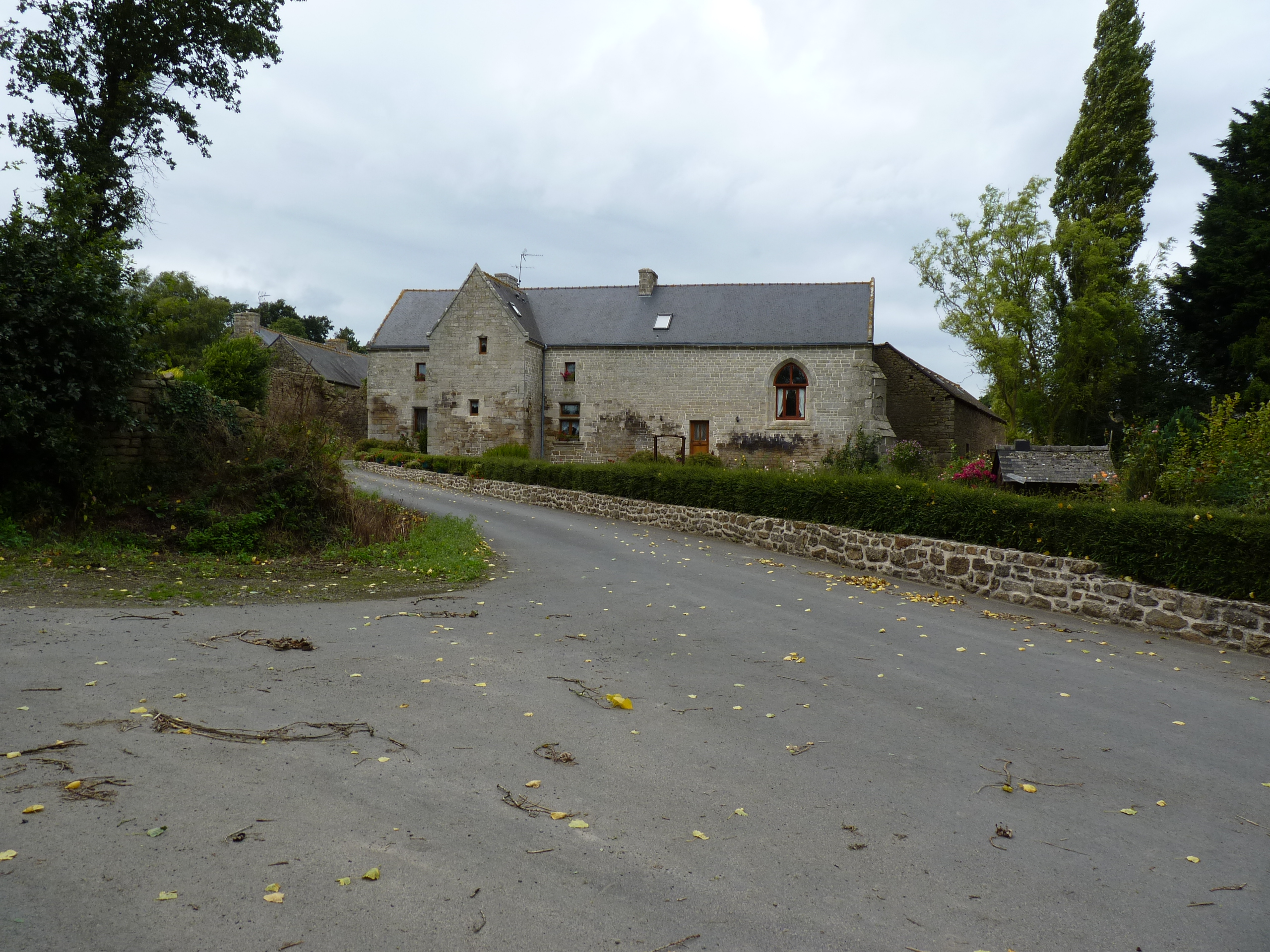
Herrenhaus Vauclerc
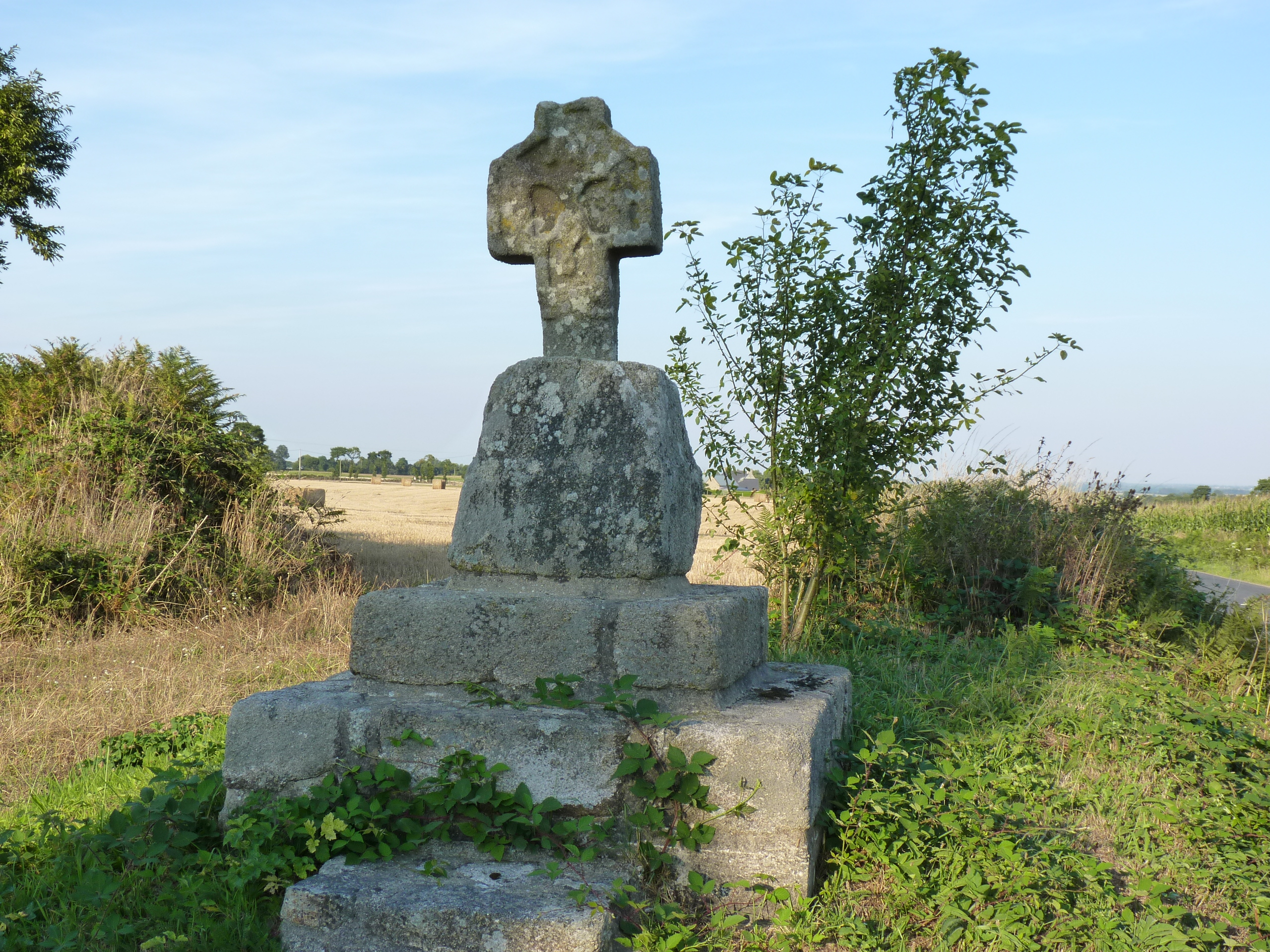
Wegekreuz in Le Poteau